# Мечеть аль-Бакирийя
Мечеть аль-Бакирийя (араб. جامع البكيرية‎) находится в восточной части столицы Йемена Саны (Старый город). Мечеть аль-Бакирийя построена турками-османами в 1597 году во времена первой оккупации Йемена и короткого османо-зейдитского перемирия. Османский вали Хасан-паша Арнавут приказал построить эту мечеть ханифитского толка в целях увековечения незыблемости османского владычества в Южной Аравии. По другой версии мечеть была построена, как дань уважения одному из друзей паши, похороненному рядом с мечетью.
Она представляет собой интересную смесь элементов национальной архитектуры и турецкого стиля. Мечеть аль-Бакирийя относится к так называемому контриярдному типу мечетей, широко распространенному в Йемене. Однако аль-Бакирийя является примером классической османской архитектуры — большая по размерам для йеменской архитектуры и небольшая для мечетей Османской империи. Её купола выполнены в турецком стиле, а минарет построен в йеменских традициях.
Вход на территорию внутреннего двора мечети расположен в западной части (со стороны улицы аль-Лакийа) и осуществляется через небольшой выпуклый портал в западной стене, декорированный по периметру верха зубцами традиционной для Йемена формы.
На той же стороне мечети, слева и справа от входа, находятся две гробницы, внешне почти копирующие форму здания самой мечети.
На юге, справа от входа, во дворе расположено четырёхкупольное прямоугольное помещение для омовений. Рядом, с восточной стороны есть небольшой бассейн (скрыт за аркатурой и помещением).
Параллельно восточной части двора идет узкий крытый коридор с аркатурой, ведущий к минарету. Слева и справа от минарета (за аркатурой) есть три помещения, в два из которых можно зайти с восточной внешней стороны. Два этих здания отсутствуют на схемах Рональда Льюкока, и предположительно они были достроены после 1983 года.
В отличие от здания мечети, минарет аль-Бакирийи и по форме, и по декору полностью соответствует стилю санских минаретов.

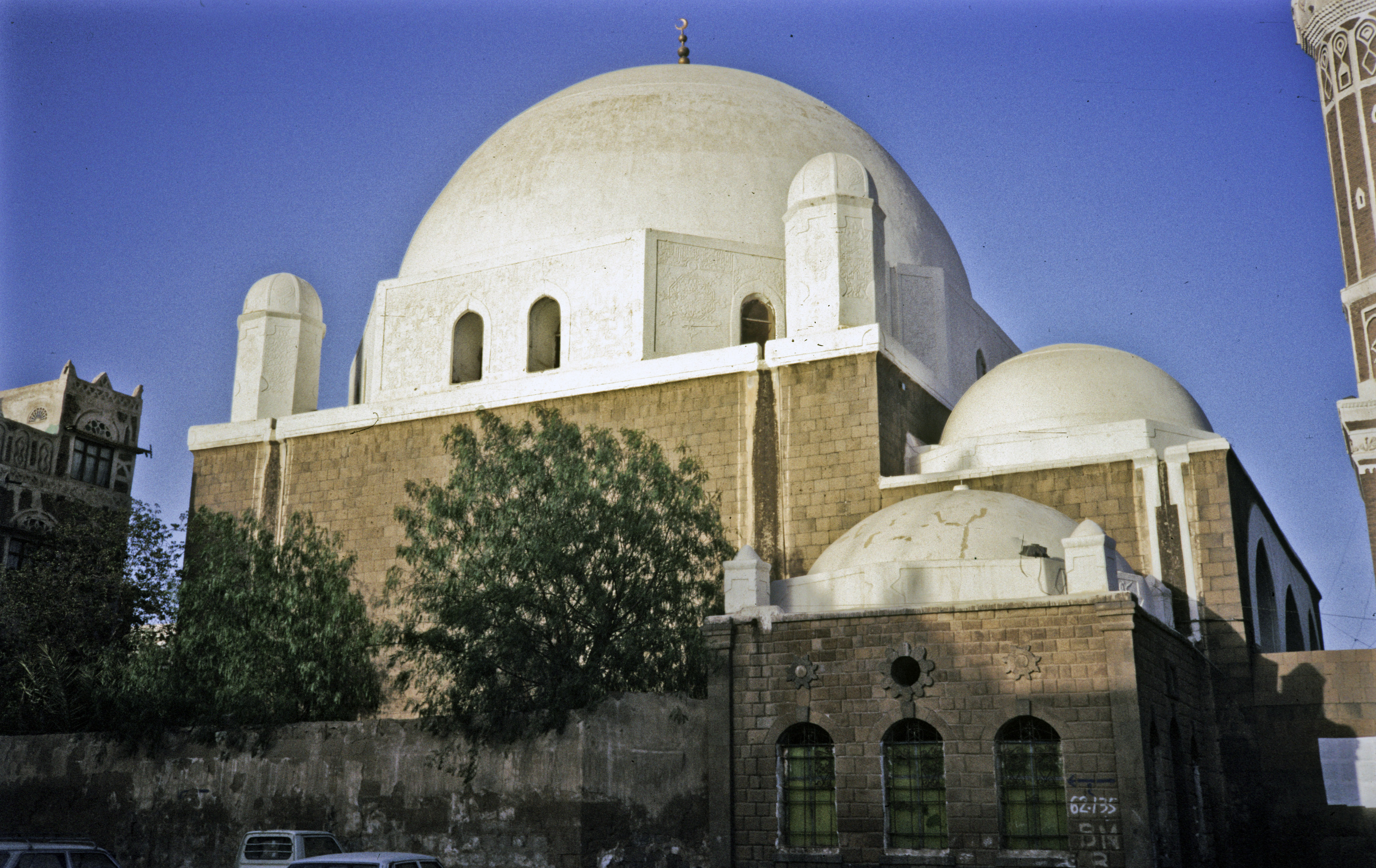
Купол мечети аль-Бакирийя. 1988 год.

Главной отличительной чертой аль-Бакирийи является большой полусферический купол над молитвенным залом — особенность, которая была неизвестна в Йемене до Османской оккупации. Купол опирается на барабан в форме восьмиугольного фриза.
По четырём углам здания на уровне фриза находятся четыре цилиндрические башенки, схожие по форме с верхушками некоторых минаретов Саны, но эти башенки также являются характерной чертой османских мечетей.
Помещение мечети состоит из большого молитвенного зала, которому предшествует трехкупольный портик с двумя колоннами. Паруса и внутренние части куполов портика богато декорированы гипсовым геометрическим узором и изречениями из Корана. Ещё три купола располагаются перпендикулярно портику и на одном с ним уровне — над внутренним помещением в восточной части мечети (небольшим нефом и огороженной усыпальницей).
В отличие от йеменских мечетей здесь, в молитвенном зале, нет несущих колон и деревянного кессонного потолка. Поддержка купола производится за счет арочно-сводчатых парусов, в центре которых находятся так называемые ярко декорированные мукарнасы (сотовый свод). Мукарнасы также использованы в качестве основного декора михраба. Роспись зала создает эффект объёма, хотя раскрашенная гипсовая резьба присутствует только в украшении окон и дверей.
Дополнительное освещение поступает в мечеть через окна в барабане купола. В данный момент используется современная позолоченная люстра. Гирлянда из старинных масляных светильников играет сейчас лишь декоративную функцию.
В 1872 году, во время второго османского завоевания, мечеть подверглась реставрации и значительным изменениям, в том числе возвышение дивана в молитвенном зале и отделка мрамором михраба и минбара. В данный момент диван используется как место моления женщин, для которых ранее в этой мечети места не было.
Большой купол над молельным залом, башенки, восьмигранный фриз и некоторые элементы внутреннего декора позднее были использованы при строительстве мечетей Талха (1620—1621) и Аль-Махди (1750—1751).